# John Oxley
John Oxley  ( Yorkshire, 1 de janeiro de 1785 – 26 de maio de 1828) foi um explorador e botânico inglês.

## Biografia
John Oxley entrou na Marinha Real Britânica com a idade de onze anos. Viajou para a África em outubro de 1802 a bordo do navio "Boo", que tinha como função explorar o litoral africano. Em 1805, Oxley foi promovido para o posto de segundo tenente. Em 1806, a bordo do  "Estramina" realizou uma viagem para Van Diemen's Land ( atual Tasmânia), onde ficou durante algum tempo.  
Em 1807 retornou para a  Grã-Bretanha, sendo promovido a tenente. Em 1809,  embarcou no "HMS Porpoise" para Van Diemen's Land levando como passageiro o governador  William Bligh que havia sido deposto na Rebelião Rum. Terminado seu trabalho retornou para a Grã-Bretanha onde passou a residir até ocupar a função de comissário-geral em  Nova Gales do Sul em 1812.  Em abril de 1815, Oxley estava com o Governador  Macquarie quando  Bathurst em Nova Gales do Sul foi fundada.
Explorou em  1817 e 1818 os rios  Lachlan e Macquarie com o botânico Allan Cunningham (1791-1839). Publicou o relato da sua viagem sob o título  Journals of Two Expeditions into the Interior of New South Wales, undertaken by order of the British government in the years 1817-18. Em  1818, Oxley  viajou para  Dubbo, relatando em seu diário  que alcançou esta região em 12 de junho de  1818 , descrevendo como uma bela região, muito arborizada, e livre de inundações.
Em 1819,  chegou a baia de  Jervis que considerou imprópria para colonização.  
Em 1823, Oxley seguiu pela costa norte a bordo do "Mermaid" explorando o Porto Curtis e a  Baia Moreton. Em 1824, novamente acompanhado por  Cunningham, descobre o Rio Brisbane e o Rio Bremer. Recomendou ao governador estabelecer uma colônia na baia Moreton, que mais tarde se tornaria a cidade de  Brisbane.
Oxley teve dois filhos  com Emma Norton (1698-1885), com quem se casou em 1821 e, anteriormente, duas  filhas com Charlotte Thorpe e um com  Elizabeth Marnon.  
A "rodovia Oxley" em Nova Gales do Sul;  a "ilha Oxley" na costa norte de Nova Gales do Sul, a "Divisão Oxley", uma divisão eleitoral em  Queensland; o "Distrito Eleitoral de Oxley" em Nova Gales do Sul, o "Parque Nacional dos Rios Selvagens de Oxley"; os subúrbios "Oxley em  Queensland" e "Oxley em Camberra" e a  "Biblioteca John Oxley", parte da Biblioteca do Estado de  Queensland, foram nomeados em sua homenagem.